# Norwegische Meisterschaften im Biathlon 1980
Die norwegischen Meisterschaften im Biathlon 1980 fanden vom 7. bis 9. März 1980 in Austmarka in der Kommune Kongsvinger statt. Ausgetragen wurden für Männer und Frauen je ein Einzel- und ein Sprintrennen sowie ein Staffelwettkampf.

## Männer

### Einzel (20 km)
| Platz | Starter             | Verein    | Zeit      | Fehler |
| ----- | ------------------- | --------- | --------- | ------ |
| 1     | Kjell Søbak         | Elverum   | 1:14:34 h | 2      |
| 2     | Roar Nilsen         | Fagernes  | 1:15:19 h | 1      |
| 3     | Sigleif Johansen    | Skjervøy  | 1:15:32 h | 2      |
| 4     | Sigvart Bjøntegaard |           | 1:16:52 h | 5      |
| 5     | Svein Engen         | Ringerike | 1:17:57 h | 3      |
| 6     | Odd Lirhus          | Voss      | 1:18:28 h | 6      |

Start: 7. März 1980

### Sprint (10 km)
| Platz | Starter                 | Verein      | Zeit      | Fehler |
| ----- | ----------------------- | ----------- | --------- | ------ |
| 1     | Odd Lirhus              | Voss        | 39:33 min | 1      |
| 2     | Terje Krokstad          | Krokstadøra | 39:39 min | 1      |
| 3     | Roar Nilsen             | Fagernes    | 41:26 min | 2      |
| 4     | Ingvar Romundstad       |             | 41:38 min | 1      |
| 5     | Sigleif Johansen        | Skjervøy    | 41:49 min | 4      |
| 6     | Hans Petter Gulbrandsen | Ringerike   | 41:58 min | 3      |

Start: 8. März 1980

### Staffel (4 × 7,5 km)
| Platz | Starter                                                  | Region            | Zeit      |
| ----- | -------------------------------------------------------- | ----------------- | --------- |
| 1     | Rolf Storsveen Sigvart Bjøntegaard Ola Lunde Kjell Søbak | Østerdal          | 2:01:39 h |
| 2     | Heine Skogseid Eirik Kvalfoss Jacob Skogseid Odd Lirhus  | Hardanger og Voss | 2:03:03 h |
| 3     | Ivar Olsen Nils Sørensen Hans Gulbrandsen Svein Engen    | Ringerike         | 2:07:19 h |

Start: 9. März 1980

## Frauen

### Einzel (10 km)
| Platz | Starter      | Verein   | Zeit      | Fehler |
| ----- | ------------ | -------- | --------- | ------ |
| 1     | Mette Mestad | Torridal | 54:18 min | 4      |
| 2     | Bente Mestad | Torridal | 55:17 min | 4      |
| 3     | Mona Hauger  | Roverud  | 59:27 min | 7      |

Start: 7. März 1980

### Sprint (5 km)
| Platz | Starter      | Verein   | Zeit | Fehler |
| ----- | ------------ | -------- | ---- | ------ |
| 1     | Mette Mestad | Torridal |      |        |
| 2     | Bente Mestad | Torridal |      |        |
| 3     | Mona Hauger  | Roverud  |      |        |

Start: 8. März 1980

### Staffel (3 × 5 km)
| Platz | Starter                                        | Region   | Zeit      |
| ----- | ---------------------------------------------- | -------- | --------- |
| 1     | Mette Mestad Reidun Åsan Bente Mestad          | Agder    | 2:11:43 h |
| 2     | Gunn Ottershagen Anita Nygård Mona Ottershagen | Østerdal | 2:18:46 h |
| 3     | Heidi Finnbråten Åse Torp Mona Hauger          | Solør    | 2:20:11 h |

Start: 9. März 1980